# Le Cerf-volant (court métrage)
Pour les articles homonymes, voir Le Cerf-volant.
Pour plus de détails, voir Fiche technique et Distribution.
Le Cerf-volant est un court métrage d'animation tchèque réalisé par Martin Smatana et sorti en 2019.

## Fiche technique
- Titre original : Sarkan
- Réalisation : Martin Smatana
- Scénario : Ivana Sujová, Philip LaZebnik et Anna Vásová
- Décors :
- Costumes :
- Animation : Martin Smatana, Martyna Koleniec, Lukasz Grynda, Matous Valchar, Stanislaw Szostak et Piotr Chmielewski
- Photographie :
- Montage : Lucie Navrátilová
- Musique : Aliaksander Yasinski
- Producteur : Peter Badac et Georg Gruber
- Sociétés de production : BFILM, Ltd.
- Société de distribution : Magnetfilm GmBH
- Pays de production :  République tchèque
- Langue originale : tchèque
- Format : couleur
- Genre : animation
- Durée : 13 minutes
- Dates de sortie :
  - France : 10 juin 2019 (Festival d'Annecy)

## Distinction
Il remporte le prix Jeune public à l'édition 2019 du festival international du film d'animation d'Annecy.